# Pseudanapis namkhan
Espèce
Pseudanapis namkhan est une espèce d'araignées aranéomorphes de la famille des Anapidae.

## Distribution
Cette espèce est endémique du Laos.

## Publication originale
- Lin, Li & Jäger, 2013 : Anapidae (Arachnida: Araneae), a spider family newly recorded from Laos. Zootaxa, no 3608(6), p. 511-520.